# Paul Albert Steck
Paul Steck, nome artístico de Paul Albert Dugas (Troyes, 27 de maio de 1866 - Paris, 8 de julho de 1924), foi um pintor francês de paisagens, cenas históricas e retratos da vida.
Paul Albert Steck nasceu em Troyes, França.Começou sua carreira estudando com Jean-Léon Gérôme. Em 1896, tornou-se membro da Société des Artistes Français. Ele também exibiu obras no quinto Salon de la Rose-Croix. Em 1900, ganhou uma medalha de bronze na Exposição Universelle. Museus em Dieppe, Montauban e Rouen exibem seu trabalho. Morreu em Paris.

## Trabalhos selecionados

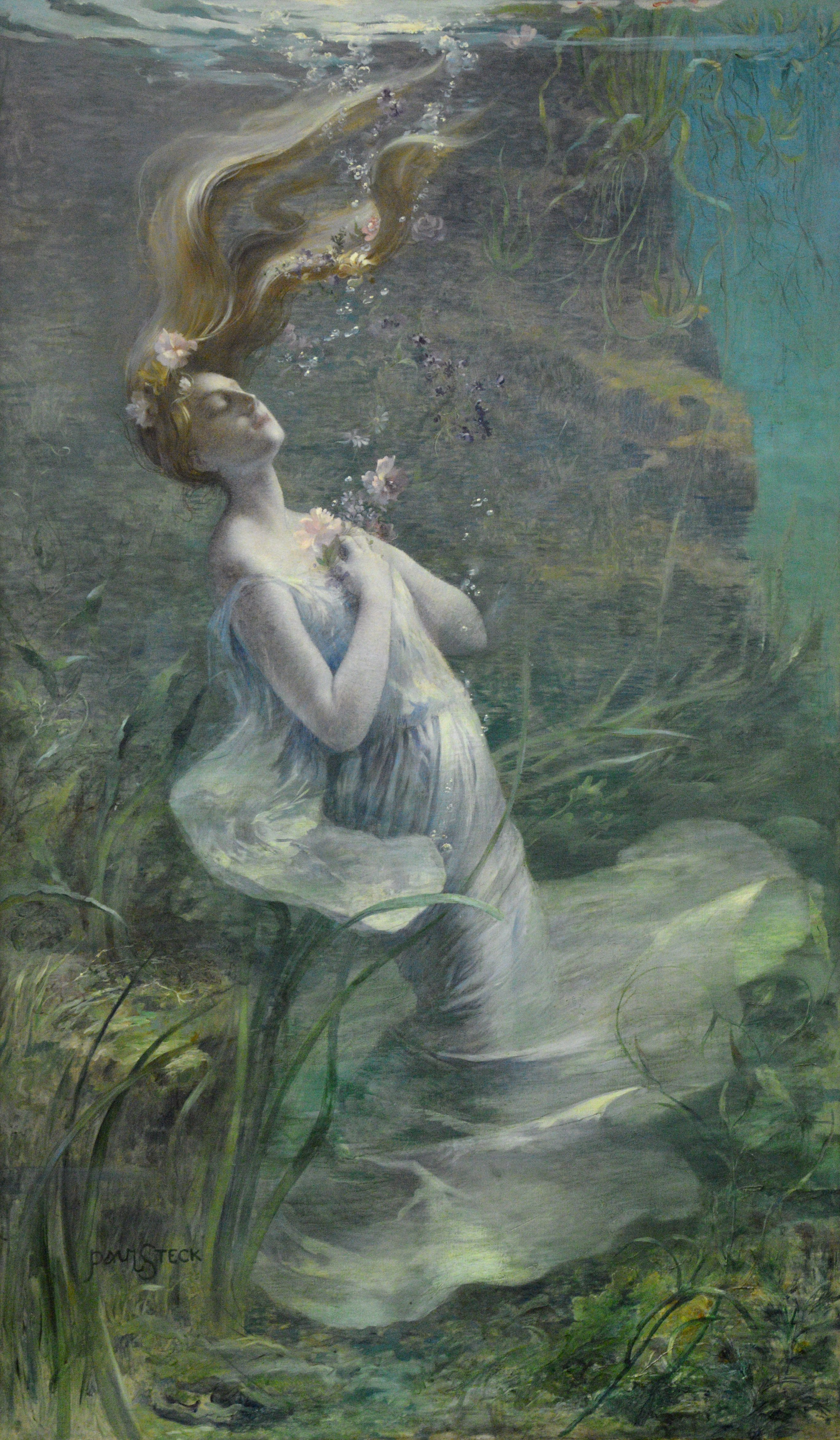
Ofélia (1895)
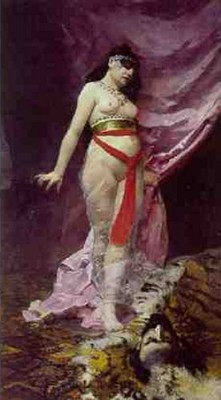
Judith (1885)
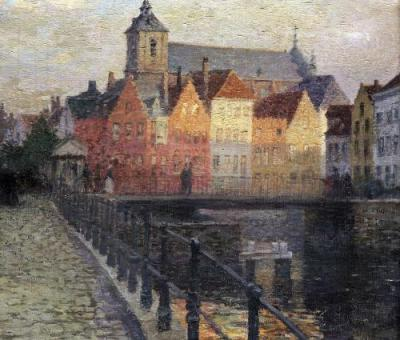
Quai de la Paille Brugespas